# Kanton Cambrin
Cambrin is een voormalig kanton van het Franse departement Pas-de-Calais. Het kanton maakte deel uit van het arrondissement Béthune. Het werd opgeheven bij decreet van 24 februari 2014 met uitwerking in 2015. De gemeenten werden verdeeld over de kantons Douvrin (7) en Beuvry (Richebourg).

## Gemeenten
Het kanton Cambrin omvatte de volgende gemeenten:
- Annequin
- Auchy-les-Mines
- Cambrin (hoofdplaats)
- Cuinchy
- Festubert
- Noyelles-lès-Vermelles
- Richebourg
- Vermelles